# Жёлудев, Николай Иванович
Николай Иванович Жёлудев (род. 23 апреля 1955) — советский и британский физик, специализирующийся на нанофотонике, метаматериалах, нанотехнологии, электродинамике, и нелинейной оптике. Николай Жёлудев является одним из основателей тесно взаимосвязанных направлений исследований метаматериалов и нанофотоники, возникших на заре XXI века на перекрёстке оптики и нанотехнологий. Работа Н. И. Жёлудева сосредоточена на разработке новых концепций, в которых наноразмерное структурирование вещества усиливает и радикально изменяет его оптические свойства.
Член Лондонского Королевского общества (2018) и иностранный член Национальной инженерной академии США (2019), сотрудник Исследовательского центра оптоэлектроники Саутгемптонского университета.

## Биография
Родился в Москве в семье физиков. Отец — Иван Степанович Жёлудев, (1921, д. Заголодье Усвятской волости — 1996), доктор физико-математических наук, профессор, с 1966 по 1971 и с 1975 по 1981 работал заместителем директора Международного агентства по атомной энергии (МАГАТЭ), а до и после этого назначения в Институте Кристалографии АН СССР/РАН. Мать — Галина Антоновна Жёлудева (урождённая Красникова, род. 1926, Трубчевск), кандидат физико-математических наук, работала в МГУ.
В 1972 году окончил 2-ю физико-математическую школу в Москве. Поступил на физический факультет Московского государственного университета и окончил его в 1978 году. Доктор физико-математических наук.
Жёлудев начал свою академическую карьеру в Международном лазерном центре при Московском государственном университете. В 1991 году он переехал в Великобританию, став позднее директором Центра фотонных метаматериалов, а в 2007 году заместителем директора Исследовательского центра оптоэлектроники Университета Саутгемптона. С 2014 года он является содиректором Института фотоники в Сингапуре, и с 2012 года руководит Центром дизруптивных фотонных технологий в Наньянском Технологическом университете в Сингапуре.
Был главным редактором Journal of Optics (журнала «Оптика») 2009-2020 и в настоящее время[уточнить] является членом редакционных советов журналов Nanophotonics и ACS Photonics. В 2007 году он основал конференцию NANOMETA, международное совещание Европейского физического общества по нанофотонике и метаматериалам, проходящую раз в два года.

## Награды и признание
Профессор Н. Жёлудев в 2015 году был награждён медалью и премией Томаса Янга с формулировкой за «Глобальное лидерство и новаторство и плодотворную работу по оптическим метаматериалам и в нанофотонике». В 2020 был награждён высшей наградой для учёных в Сингапуре, Премией Президента Сингапура в области науки и техники . В 2000 был награждён фондом Leverhulme Trust премией для старших исследователей. В 2002 присуждена премия и звание профессора EPSRC (2002). В 2009 он получил премию Wolfson Research Merit Award Лондонского Королевского общества. Он является членом Европейского физического общества (EPS), Оптического общества (OSA) , Института физики (IOP) и Американского Физического Общества.

## Семья
- Жена — Татьяна Ильинична Нусинова (род. 1957), преподаватель, лингвист и переводчик, младшая дочь киносценариста И. И. Нусинова.
  - Сын — Илья (род. 1985),
  - Сын — Иван (род. 1995)
- Сестра — Светлана (1948—2008), физик, организатор инновационной науки, доктор физико-математических наук, зам. директора Института кристаллографии РАН[22].
- Брат — Андрей (род. 1969, Москва), кандидат физико-математических наук, работал в Национальной Лаборатории Окриджа (США)[11], ныне профессор Швейцарской высшей технической школы Цюриха[23].